# أكزيريس قطيفي
أكزيريس قطيفي (الاسم العلمي:Axyris amaranthoides) هو نوع من النباتات يتبع جنس الأكزيريس من الفصيلة القطيفية.